# Нестор Тоньєрі
Нестор Тоньєрі (ісп. Néstor Togneri, 27 листопада 1942, Сан-Мартін — 8 грудня 1999, Сан-Мартін) — аргентинський футболіст, що грав на позиції півзахисника.
Виступав, зокрема, за клуб «Естудьянтес», а також національну збірну Аргентини.

## Клубна кар'єра
У дорослому футболі дебютував 1965 року виступами за команду «Платенсе» (Вісенте-Лопес), в якій провів три сезони, взявши участь у 92 матчах Прімери.
Своєю грою за цю команду привернув увагу представників тренерського штабу клубу «Естудьянтес», до складу якого приєднався 1968 року. Відіграв за команду з Ла Плати наступні вісім сезонів своєї ігрової кар'єри. Більшість часу був основним гравцем команди, яка тричі поспіль виграла Кубок Лібертадорес, і по разу в Міжконтинентальний і Міжамериканський кубок.
Завершив ігрову кар'єру у команді «Кільмес», за яку виступав протягом сезону 1976 року.

## Виступи за збірну
1974 року зіграв свій єдиний матч у складі національної збірної Аргентини. Тоді ж у її складі був учасником чемпіонату світу 1974 року у ФРН, але на поле на турнірі не виходив.
Помер 8 грудня 1999 року на 58-му році життя у місті Сан-Мартін.

## Титули і досягнення
- Володар Кубка Лібертадорес (3):

«Естудьянтес»: 1968, 1969, 1970
- Володар Міжконтинентального кубка (1):

«Естудьянтес»: 1968
- Володар Міжамериканського кубка (1):

«Естудьянтес»: 1969